# La Trinitat Nova
La Trinitat Nova (en castellano, Trinidad Nueva) es uno de los trece barrios que integran el distrito de Nou Barris de Barcelona. Tiene una superficie de 0,60 km² y una población de 7271 habitantes (2017).

## Límites
El barrio está delimitada principalmente por las calles de Aiguablava, Via Favència, Garbí y por la avenida Meridiana.

## Remodelación del barrio
En 1997 se aprobó un plan de reforma en el barrio ya que las condiciones en las que este estaba eran pésimas. El llamado "Plan URBAN" de la Unión Europea en colaboración con el Ayuntamiento de Barcelona comenzaron a remodelar el barrio. En diferentes fases, desde el 2001 hasta a día de hoy se están construyendo viviendas públicas nuevas para expropiar a los vecinos que viven en los bloques viejos y trasladarlos a los nuevos. El motivo de la remodelación es, principalmente, porque en la construcción de gran parte del barrio, en la época franquista, se utilizó un cemento que padecía de aluminosis. A la par que se remodela el barrio y los bloques viejos desaparecen se crean zonas verdes.

### Llegada del metro
La innovación más grande del barrio es la llegada del metro. En un primer momento llegó la Línea 4, en el año 1999, aprovechando el túnel de los talleres para hacer esta nueva estación y así prolongar la línea desde la Estación de Via Júlia (anteriormente denominada "Roquetes"). Posteriormente, en el año 2003, se inauguró la Línea 11. (esta línea es en realidad la prolongación de la L4 en Metro ligero). Y finalmente en el año 2008 llegó al barrio la Línea 3, después de su prolongación desde la Estación de Canyelles de esta misma línea.

## Servicios

### Autobús
El barrio de la Trinitat Nova cuenta con diferentes líneas de autobús:
- TMB

- 11 32 50 51 60 62 76 96 97 104 127

- Bus Nou Barris

- 80 81

- "Bus del Barri"

- 127

- NitBus (TUSGSAL)

- N1 N3 N6

### Metro
- Línea 3 del Metro de Barcelona
- Línea 4 del Metro de Barcelona
- Línea 11 del Metro de Barcelona

### Equipamientos
En el barrio hay un mercado, un parque nuevo bastante grande, una residencia de día para personas de la tercera edad y algún equipamiento público más.

## Confusión con la Trinitat Vella
Hay gente que confunde la Trinitat Nova con La Trinitat Vella, barrio que hay al lado de la Trinitat Nova aunque en diferente distrito. Ambos barrios se separan principalmente por la Avenida Meridiana.